# مارين توندولييه
مارين توندلييه، المولودة في 23 أغسطس-آب 1986 في بويس- برنارد في با دو كالييه، هي امرأة ساسية فرنسية.
تشغل منصب السكرتيرة الوطنية لحزب أوروبا إيكولوجيا-الخضر منذ 10 ديسمبر-كانون الأول 2022. تعمل كذلك كممثلة عن المعارضة في المجلس البلدي لهينان بومونت المسير من طرف حزب اليمين المتطرف التجمع الوطني منذ مارس-آذار 2014.
قامت بإصدار كتاب "الأخبار الجديدة للجبهة" في عام 2017، أين ناهضت سياسية تسيير مدينة هينان بومنت من طرف فريق ستيف بريوا المنتمي لحزب التجمع الوطني. منذ 2021، تشغل كذلك منصب مستشارة إقليمية في أعالي فرنسا.

## الحياة الشخصية
ولدت مارين توندولييه في 23 أغسطس-آب 1986 في بويس- برنارد. والدتها طبيبة أسنان ووالدها مختص في الطب البديل. أجدادها كانوا يعملون كفلاحين وصيادلة.
تخرجت من معهد الدراسات السياسية لمدينة ليل في عام 2009، حيث حصلت على شهادة ماجيستير في تسيير مؤسسات الصحة. خلال دراستها أجرت تربصات في سفارة فرنسا في السويد، الرقابة العامة للأحوال الاجتماعية، وإدارة بيئة المشافي في مستشفيات باريس.
بين 2017 و2022، شغلت منصب نائبة عاملة لفيدرالية أمتو فرنسا، وهي الفدرالية الوطنية للجمعيات المكلفة بمراقبة جودة الهواء، والهدف من هذه الفدرالية هو تحسين نوعية الهواء.
تعيش في إطار عقد التضامن المدني مع شريكها الذي التقته خلال نشاطاتها في حزب الخضر. أنجبت ابنا في عام 2019. تتبع توندولييه حمية غذائية نباتية منذ عام 2009.

## الحياة السياسية

### ترشحها للانتخابات
بدأت حياتها السياسية بعد انضمامها لحزب أوروبا إيكولوجيا-الخضر في عام 2009، قبيل الانتخابات البلدية الجزئية في هينان بومنت التي قرر إجرائها من طرف العمدة اليساري جيرارد دالغونفيل. هذا الأخير كان متابع قضائيا بتهم اختلاس أموال عامة، الفساد، وممارسة المحاباة.
ترشحت للانتخابات في لائحة حزب الخضر التي قادتها ريجين كازليا، وحصلت اللائحة على 8.72 من المائة من الأصوات في الدور الأول، في حين أن مرشح الحزب اليميني المتطرف ستيف بريوا المدعوم من طرف مارين لوبان فاز بالدور الأول من الانتخابات، لكن هذا الأخير انهزم في الدور الثاني لصالح مرشح الحزب اليساري دانييل دوكان.
كانت توندولييه مرشحة حزب الخضر في الانتخابات التشريعية ليونيو-حزيران 2012 عن الدائرة الحادية عشرة لمقاطعة با دو كالييه. حصلت على 1.63 من المائة في الدور الأول، في حين فاز مرشح الحزب الاشتراكي بالانتخابات في الدور الثاني.
ترشحت مع تيري دونفوي لانتخابات المقاطعة لعام 2015 عن هينان بومنت، أين حصلت على 6.50 من المائة من الأصوات في الدور الأول.
تم اختيار مارين توندلييه لقيادة لائحة مشتركة بين حزب الخضر وحزب اليسار في الانتخابات الاقليمية لعام 2015 عن إقليم أعالي فرنسا، أين حصلت على 4.83 من المائة من الأصوات في الدور الأول. ترشحت في الانتخابات التشريعية لعام 2017 عن الدائرة الحادية عشرة لبا دو كاليه، أين حصلت على 3.55 من المائة من الأصوات في الدور الأول.
خلال انتخابات برلمان الاتحاد الأوروبي لعام 2019، كانت ترتيب مارين توندولييه الرابعة والسبعين في قائمة حزب أوروبا-إيكولوجيا الخضر التي تزعمها يانيك جادو. تحصلت اللائحة على 13.48 من المائة من الأصوات على المستوى الوطني، وبذلك تحصل الحزب على 13 مقعدا في البرلمان الأوروبي.

### مسارها داخل حزب الخضر
انضمت مارين توندولييه للحزب الأخضر خلال مؤتمر لاروشال في عام 2011، قبل أن تصبح عضوا في المكتب التنفيذي للحزب في 2013، حيث أصبحت المسؤولة عن الاتصال الداخلي والخارجي وتنظيم الجامعة الصيفية للحزب.
عملت توندولييه كذلك كمساعدة برلمانية لعضوة مجلس الشيوخ الفرنسي من الحزب الأخضر ألين أرشيمبود بين 2011 و 2015، حيث كانت مكلفة بمسائل السياسية الصحية والاجتماعية. عملت فيما بعد مساعدة لسيسيل دوفلو، نائبة في الجمعية الوطنية ووزيرة السكن السابقة بين 2015 و 2017.

### مستشارة لبلدية هينان بومنت
حصلت توندولييه على المركز الثاني خلال الانتخابات البلدية لعام 2014 في هينان بومنت بعد ترشحها في لائحة مدعومة من قبل تحالف أحزاب اليسار (حزب أوروبا-إيكولوجيا الخضر، الحزب الاشتراكي، والحزب الشيوعي). حصلت على 32.04 من المائة من الأصوات، في حين حازت لائحة حزب اليمين المتطرف التجمع الوطني على 50.25 من المائة من الأصوات. على إثر هذه النتائج، أصبح ستيف بريوا عضو التجمع الوطني عمدة لمدينة هينان بومنت في 30 مارس-أذار 2014. تم انتخاب توندولييه في 23 سبتمبر-أيلول لرئاسة مجلس مراقبة المركز الاستشفائي لهينان بومنت.
فور انتخابها للمجلس البلدي، نددت توندولييه بالسياسية المتبعة من طرف العمدة ستيف بريوا، والتي ركزت على مسائل سطحية كتهيئة الأرصفة، على حساب مسائل أكثر أهمية. عارضت كذلك الإجراءات المستهدفة للمهاجرين، مثل مبادرة "بلديتي دون مهاجرين" التي تم تبنيها من طرف المجلس البلدي في 7 أكتوبر-تشرين الأول 2016، رغم أنه لم يكن هناك أي مشروع لاستقبال مهاجرين في مدينة هينان بومنت.
عارضت توندلييه الضغوطات الممارسة على العديد من الجمعيات، خاصة رابطة حقوق الانسان، التي تم طردها من المكتب المستأجر من طرف البلدية، وإيقاف تمويلها. عارضت توندولييه كذلك مشروع للبلدية لقطع حوالي أربعين شجرة زيزفون فاق عمرها مائة عام.
تعرضت توندولييه رفقت أعضاء آخرين من أحزاب المعارضة لاهانات متكررة سواءا داخل المجلس البلدي أو في الأماكن العامة.
ترشحت للانتخابات البلدية 2020 لهينان بومنت، أين حصلت على 18.22 من المائة من الأصوات، في حين لائحة العمدة المنتهية ولايته ستيف بريوا حصلت على 74.21 من المائة من الأصوات. تم انتخابها مجددا كمستشارة في مجلس البلدية.

### مستشارة لإقليم أعالي فرنسا
ترشحت مارين توندولييه للانتخابات الإقليمية 2021 عن إقليم أعالي فرنسا في لائحة تحالف أحزاب اليسار، وكان ترتيبها الثاني على اللائحة. حصلت اللائحة على 19.78 من المائة من الأصوات، وأصبحت بذلك مارين توندولييه مستشارة إقليمية.
عملت كمديرة الحملة الانتخابية لإيريك بيول خلال الانتخابات الأولية للحزب الأخضر. تم اختيارها فيما بعد من طرف يانيك جادو لتصبح المتحدثة باسم حملته الانتخابية خلال الانتخابات الرئاسية لعام 2022.
ترشحت توندولييه للانتخابات التشريعية لعام 2022 عن الدائرة الحادية عشرة لبا دو كاليه، مدعومة من قبل تحالف أحزاب اليسار، وحصلت على 39 من المائة من الأصوات في الدور الثاني.

### السكرتيرة الوطنية لحزب أوروبا-إيكولوجيا الخضر
ترشحت لرئاسة حزب الخضر خلال مؤتمر 2022. حصلت على 46.97 من المائة من الأصوات في الدور الأول، وتم انتخابها بـ90.8 من المائة من الأصوات كسكرتيرة وطنية (أو أمينة عامة) للحزب، خلفا لجوليان بايو.
بعد عشرة أيام من انتخابها، صرحت في مقابلة أنها تستبعد كليا تقديم لائحة مشتركة مع حزب فرنسا الأبية للانتخابات الأوروبية لعام 2024. عبرت كذلك عن نيتها في تدعيم حزبها ليكون عمليا، مرحبا، وفعالا. أعلنت كذلك أن هدفها هو رفع عدد المنخرطات والمنخرطين في الحزب لمليون منخرط قبل نهاية عهدتها.
في يناير-كانون الثاني 2023، بعد تقديم إليزابيث بورن لمشروع إصلاح التقاعد، وصفت توندولييه الجمعية الوطنية بأنها منطقة يجب الدفاع عنها (بالفرنسية zone à défendre)، مما ولد ردات فعل في الطبقة السياسية.
خلال الانتخابات التشريعية 2024 شاركت إلى جانب أولفيي فور (الحزب الاشتراكي)، فابيان روسال (الحزب الشيوعي)، ومانوييل بومبارد (فرنسا الأبية) في تأسيس الجبهة الشعبية الجديدة.